# Breadalbane Terrace

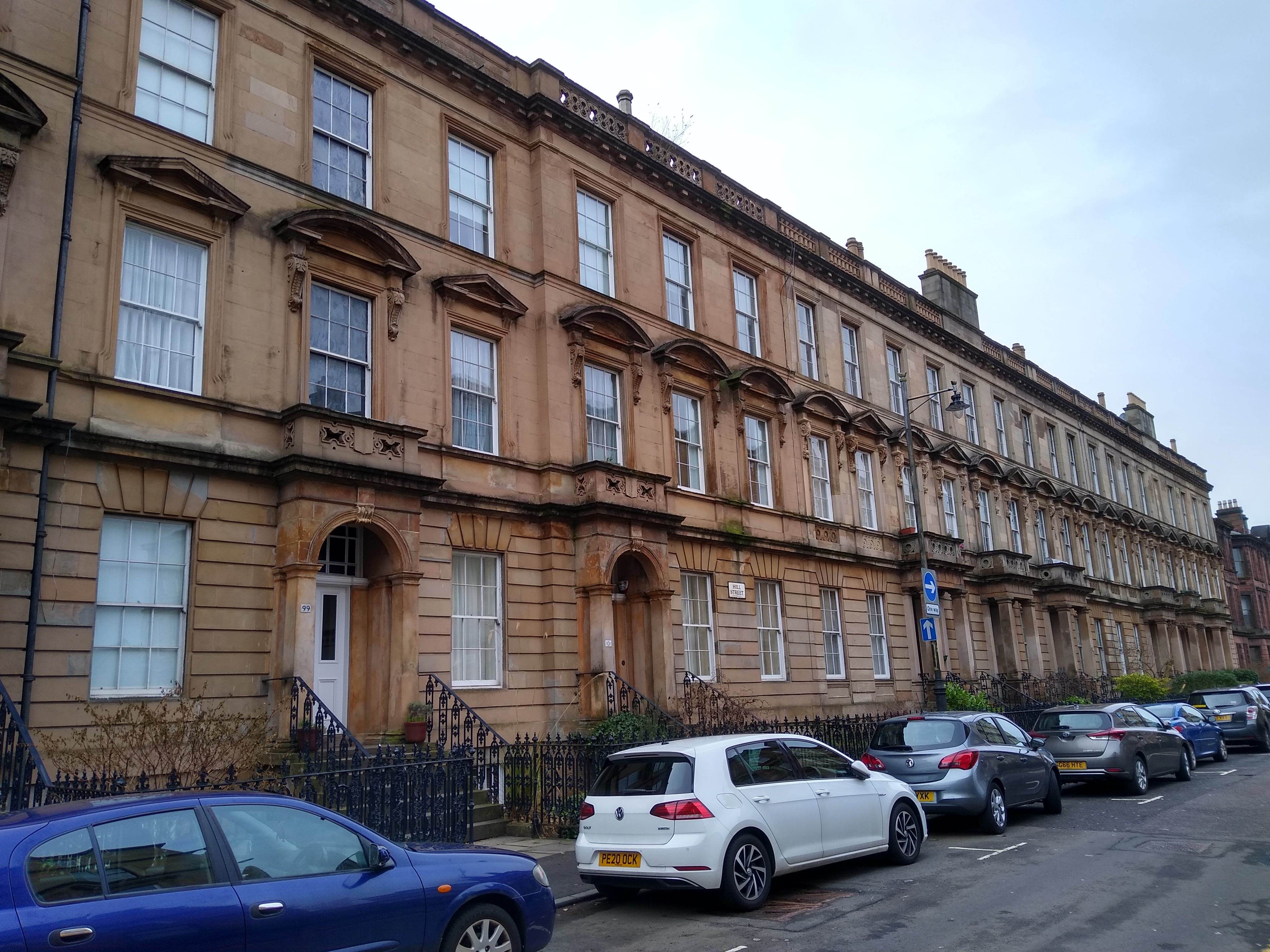

Die Breadalbane Terrace ist eine Wohngebäudezeile in der schottischen Stadt Glasgow. 1970 wurde das Bauwerk in die schottischen Denkmallisten zunächst in der Kategorie B aufgenommen. Die Hochstufung in die höchste Denkmalkategorie A erfolgte 1988.

## Beschreibung
Die dreistöckige Gebäudezeile steht an der Hill Street im Nordwesten des Glasgower Stadtzentrums. Sie entstand in zwei Bauabschnitten 1845 und 1855. Der Entwurf wird dem schottischen Architekten Charles Wilson zugeschrieben.
Die klassizistisch ausgestaltete Gebäudezeile ist 27 Achsen weit. Die einzelnen Häuser sind dreistöckig mit jeweils drei Achsen weiten Fassaden. Das Mauerwerk aus polierten Quadersteinen ist im Bereich des Erdgeschosses rustiziert. Die über kurze Vortreppen mit gusseisernen Balustraden zugänglichen Eingangsbereiche sind mit Portikus mit dorischen Säulen und Pilastern gestaltet. Darauf sitzen Balkone mit steinernen Balustraden. Eine Abfolge aus gesprengten Dreiecksgiebeln und Segmentbogengiebeln auf ornamentierten Konsolen verdacht die Fenster des ersten Obergeschosses. Unterhalb der Fenster des zweiten Obergeschosses verläuft ein gekehltes Fenstergesims. Es sind zwölfteilige Sprossenfenster verbaut. Die Fassade schließt mit einem Kranzgesimse.